# Anne Smith (Squashspielerin)
Anne Smith ist eine ehemalige australische Squashspielerin.

## Karriere
Anne Smith war in den 1970er-Jahren als Squashspielerin aktiv. Mit der australischen Nationalmannschaft wurde sie 1979 Vizeweltmeisterin. In den fünf Begegnungen kam sie zweimal zum Einsatz und gewann beide Partien.
1979 nahm sie außerdem an der Weltmeisterschaft im Einzel teil. An Position acht gesetzt erreichte sie nach drei Siegen das Viertelfinale, in dem sie Heather McKay in drei Sätzen unterlag.

## Erfolge
- Vizeweltmeisterin mit der Mannschaft: 1979